# Elassomatidae
El género Elassoma es el único de la familia Elassomatidae, que a su vez es la única que existe en el suborden Elassomatoidei, peces de agua dulce incluidos en el orden Perciformes, distribuidos por ríos exclusivamente de Estados Unidos.
Tienen un cuerpo de tamaño diminuto, que no presenta línea lateral, teniendo la aleta anal 3 espinas y la aleta dorsal de 3 a 5 espinas.
Aparecen por primera vez en el registro fósil en el Eoceno, durante el Terciario inferior.

## Especies
Existen sólo seis especies en este género-familia-suborden de peces:
- Elassoma alabamae (Mayden, 1993)
- Elassoma boehlkei (Rohde y Arndt, 1987)
- Elassoma evergladei (Jordan, 1884)
- Elassoma okatie (Rohde y Arndt, 1987)
- Elassoma okefenokee (Böhlke, 1956)
- Elassoma zonatum (Jordan, 1877)